# Azaïls
Azaïls est une commune de la wilaya de Tlemcen en Algérie.

## Géographie

### Climat
le climat à Azaïls est méditerranéen avec quelques caractéristiques continentales, et semi-aride. L'hiver est assez froid l'été est chaud et sec.

### Situation
Le territoire de la commune d'Azaïls est situé au centre de la wilaya de Tlemcen. Son chef-lieu, Tleta, est situé à environ 27 km à vol d'oiseau au sud-ouest de Tlemcen.
| Beni Bahdel | Beni Bahdel, Aïn Ghoraba | Aïn Ghoraba |
| Beni Snous  | Azaïls                   | Sebdou      |
| Beni Snous  | Sidi Djillali            | Sebdou      |

### Localités de la commune
En 1984, la commune d'Azaïls est constituée à partir des localités suivantes :
- Azaïls
- Tleta (chef-lieu)
- Zahra
- Tafessera
- Mizab
- El Henèche

## Histoire
Faisant partie du groupe berbérophones des Beni Snous, quelques villages sont encore actifs : Tleta et Tafessera, mais la région abrite les ruines de nombreux villages anciens qui attestent une extension beaucoup plus grande des populations notamment avant le XIIe siècle.
Al-Bakri cite le village de Tafessra dans sa Description de l'Afrique Septentrionale sous le nom de Tizil, les habitants de la région sont toujours appelés les Azaïls. L'historien espagnol Marmol, en parle au XIVe siècle dans son ouvrage L’Afrique, tome II : « Presque tous les habitants sont forgerons et ont plusieurs mines de fer dans lesquelles ils travaillent. Les terres alentour abondent en blés et pâturages, mais le principal trafic est le fer que l'on vend à Tlemcen et ailleurs. La ville est fermée par de bonnes et hautes murailles ».

## Démographie
Selon le recensement général de la population et de l'habitat de 2008, la population de la commune d'Azaïls est évaluée à 7 527 habitants contre 6 728 en 1998, l'agglomération chef-lieu, Tleta compte 4 279 habitants.

## Patrimoine
Tafessera est considéré comme l'un des plus anciens villages de la région, on trouve également des maisons troglodytes. Elle abrite une ancienne mosquée qui porte le nom de Sidi Abdellah Ben Djafar qui date du XIIe siècle ou la fin du XVe siècle pour la date la plus récente. La tradition orale veut que les mosquées des Beni Snous aient été fondées sur ordre d'Abdellah Ben Djafar, neveu du calife Ali et compagnon de Okba Ibn Nafi.
Les villages de Tafessera, Tleta et de Zahra sont classés patrimoine national.